# Nekrolog 1636
Nekrolog
◄◄
| ◄
| 1632
| 1633
| 1634
| 1635
| 1636 | 1637 | 1638 | 1639 | 1640 | ► | ►►
Weitere Ereignisse | Allgemeiner Nekrolog 1636
Die Beschreibung der verstorbenen Person sollte so kurz wie möglich gehalten sein und nur deren signifikante Tätigkeit(en) enthalten.
Neue Namen ggf. auch unter dem Geburts- und Sterbedatum, also etwa unter 1. Januar und im Geburts- und Sterbejahr (2024) eintragen (nur bei entsprechender großer Wichtigkeit). Für Beispiele siehe die schon vorhandenen Artikel.
Außerdem über die fünf zuletzt Verstorbenen, zu denen es einen ausreichend guten Artikel für eine Präsentation auf der Hauptseite gibt, nach der todesbedingten Überarbeitung der Artikel ggf. auch unter Wikipedia Diskussion:Hauptseite informieren und sie am besten auch in den anderen Wikipedia-Sprachversionen eintragen. Tipp: Regelmäßig bei news.google.de nach „ist tot“, „gestorben“ oder „verstorben“ suchen.
Wenn eine Person gestorben ist, gibt es viele Seiten zu dieser Person in der Wikipedia, die davon auch betroffen sind und entsprechend aktualisiert werden müssen. Beispiele: Namenübersichtsseite, Geburtsjahr, Geburtsort-Seiten und viele mehr.
Wie finde ich die betroffenen Seiten?
Im Suchfeld auf der linken Seite gibt man den Suchbegriff so ein: „Vorname Nachname“. Dann klickt man auf Volltext und alle Seiten mit entsprechendem Suchtext werden aufgerufen. Hier sieht man dann schnell, wo auch das Todesjahr Sinn macht oder sogar ein Teil des Artikels angepasst werden muss. Auch hilft das „Werkzeug“ auf der linken Seite sehr gut, um solche Seiten aufzufinden: „Links auf diese Seite“. Somit ist die Wikipedia wieder aktuell in allen Bereichen! Hinweis: bei Eintragung der Kategorie „Gestorben JAHR“ wird der Missbrauchsfilter 49 ausgelöst, was jedoch nicht schlimm ist. Siehe: Spezial:Missbrauchsfilter/49
Dies ist eine Liste von im Jahr 1636 verstorbenen bekannten Persönlichkeiten. Die Einträge erfolgen innerhalb der einzelnen Daten alphabetisch sortiert. Tiere sind im Nekrolog für Tiere zu finden.

## Januar
| Tag        | Name                             | Beruf, bekannt als                                               | Alter | Beleg |
| ---------- | -------------------------------- | ---------------------------------------------------------------- | ----- | ----- |
| 11. Januar | Dodo zu Innhausen und Knyphausen | Feldherr im Dreißigjährigen Krieg                                | 52    |       |
| 13. Januar | János Thordai                    | ungarisch-siebenbürgischer Übersetzer und unitarischer Theologie |       |       |
| 14. Januar | Pieter Jansz Hooft               | niederländischer Erfinder                                        |       |       |
| 19. Januar | Marcus Gerards der Jüngere       | flämischer Renaissancemaler                                      |       |       |
| 29. Januar | Daniel Schwenter                 | deutscher Orientalist und Mathematiker                           | 50    |       |

## Februar
| Tag         | Name                           | Beruf, bekannt als                                                                  | Alter | Beleg |
| ----------- | ------------------------------ | ----------------------------------------------------------------------------------- | ----- | ----- |
| 3. Februar  | Petrus Kenicius                | schwedischer Theologe und Erzbischof                                                |       |       |
| 8. Februar  | Erich Hedemann                 | Geheimer Rat Christians IV. von Dänemark und des Grafen Anton Günther von Oldenburg | 68    |       |
| 11. Februar | Samuel Bansovius               | deutscher Jurist an der Universität Tübingen                                        | 59    |       |
| 13. Februar | Barbara Sophia von Brandenburg | durch Heirat Herzogin und Regentin von Württemberg                                  | 51    |       |
| 19. Februar | Reinier Pauw                   | Bürgermeister von Amsterdam                                                         | 71    |       |
| 22. Februar | Santorio Santorio              | italienischer Mediziner                                                             | 74    |       |

## März
| Tag      | Name                                  | Beruf, bekannt als                                                                  | Alter | Beleg |
| -------- | ------------------------------------- | ----------------------------------------------------------------------------------- | ----- | ----- |
| 11. März | Christoph Grienberger                 | Jesuitenpater und Astronom                                                          | 74    |       |
| 14. März | David Müller                          | deutscher Buchhändler                                                               | 44    |       |
| 24. März | Johanna Sibylla von Hanau-Lichtenberg | Gemahlin von Wilhelm V. von Wied-Runkel und Isenburg                                | 71    |       |
| 26. März | Albrecht Wakenitz                     | deutscher Rechtsgelehrter, Universitätskanzler und herzoglicher Beamter in Pommern  | 77    |       |
| 27. März | Helfrich Ulrich Hunnius               | deutscher Rechtswissenschaftler                                                     |       |       |
| 30. März | Caspar Augspurger                     | deutscher Unternehmer                                                               | 59    |       |
| 30. März | Wilhelm Wolff von Metternich          | deutscher adeliger Jesuitenpater und Rektor der Kollegien zu Speyer, Trier und Köln | 72    |       |

## April
| Tag       | Name                           | Beruf, bekannt als                                                      | Alter | Beleg |
| --------- | ------------------------------ | ----------------------------------------------------------------------- | ----- | ----- |
| 6. April  | Philipp Uffenbach              | deutscher Maler                                                         |       |       |
| 8. April  | Martin Trost                   | deutscher Orientalist                                                   | 47    |       |
| 14. April | Tiberio Muti                   | italienischer Kardinal und Bischof                                      |       |       |
| 18. April | Julius Caesar                  | englischer Richter und königlicher Regierungsbeamter                    |       |       |
| 21. April | Maria von Eicken               | Ehefrau des Markgrafen Eduard Fortunat von Baden                        |       |       |
| 23. April | Johann Albrecht II.            | Herzog zu Mecklenburg, Regent des Landesteils Mecklenburg-Güstrow       | 45    |       |
| 25. April | James Hay, 1. Earl of Carlisle | schottisch-englischer Adliger, Höfling, Diplomat und Kolonialproprietor |       |       |

## Mai
| Tag     | Name                      | Beruf, bekannt als                                                                  | Alter | Beleg |
| ------- | ------------------------- | ----------------------------------------------------------------------------------- | ----- | ----- |
| 3. Mai  | Wilhelm Jocher            | deutscher Jurist, bayerischer Geheimrat und enger Berater Maximilians I. von Bayern | 70    |       |
| 5. Mai  | Tobias Hübner             | Kammer- und Justizrat des Fürsten Johann Kasimir (Anhalt-Dessau)                    | 58    |       |
| 7. Mai  | Michael Adolf von Althann | österreichischer Diplomat, Kämmerer, Hofkriegsrat und Feldmarschall                 |       |       |
| 17. Mai | Hans von Wilmersdorff     | brandenburgischer Hofrat                                                            | 56    |       |
| 20. Mai | Christoph aus dem Winckel | magdeburgischer Landrat                                                             |       |       |
| 23. Mai | Agatha Marie von Hanau    | deutsche Gräfin                                                                     | 36    |       |

## Juni
| Tag      | Name                              | Beruf, bekannt als                                        | Alter | Beleg |
| -------- | --------------------------------- | --------------------------------------------------------- | ----- | ----- |
| 2. Juni  | Cypriano Biasino                  | Baumeister des Barock                                     |       |       |
| 9. Juni  | Antoine de Paule                  | Großmeister des Malteserorden                             |       |       |
| 14. Juni | Jean de Saint-Bonnet de Toiras    | Marschall von Frankreich                                  | 51    |       |
| 10. Juni | Georg von Werthern                | kursächsischer Staatsmann                                 | 54    |       |
| 19. Juni | Jakob Johann von Hanau-Münzenberg | Adeliger                                                  | 23    |       |
| 19. Juni | Johannes Keßenbrodt               | evangelischer Geistlicher und Schriftsteller              |       |       |
| 20. Juni | Martin Aichinger                  | österreichischer Bauernkriegsführer                       |       |       |
| 21. Juni | Justus de Harduwijn               | niederländischer Pastor und Dichter                       | 54    |       |
| 23. Juni | Lambert Jacobsz.                  | niederländischer Maler                                    |       |       |
| Juni     | Torquato Conti                    | kaiserlicher Generalfeldmarschall und päpstlicher General |       |       |

## Juli
| Tag      | Name                    | Beruf, bekannt als | Alter | Beleg |
| -------- | ----------------------- | --- | ----- | ----- |
| 7. Juli  | Friedrich Mevius        | deutscher Jurist und Hochschullehrer                                                                                        | 60    |       |
| 8. Juli  | John Hepburn            | schottischer Heerführer im Dreißigjährigen Krieg und Marschall von Frankreich                                               |       |       |
| 24. Juli | Vinko Jelić             | kroatisch-italienischer Komponist des Barock                                                                                |       |       |
| 24. Juli | Johann Reinhard Ziegler | deutscher Priester, Jesuit, Professor diverser Wissenschaften, Rektor der Universität Mainz, Berater der Mainzer Kurfürsten | 67    |       |
| 26. Juli | Johann von Löben        | kurfürstlicher Kanzler der Mark Brandenburg                                                                                 |       |       |

## August
| Tag        | Name                            | Beruf, bekannt als                                        | Alter | Beleg |
| ---------- | ------------------------------- | --------------------------------------------------------- | ----- | ----- |
| 6. August  | Katharina von Hanau-Lichtenberg | Gräfin                                                    | 68    |       |
| 8. August  | Simon Ludwig                    | deutscher Adliger, Graf zur Lippe-Detmolt (1627–1636)     | 26    |       |
| 9. August  | Gregor Horstius                 | deutscher Mediziner und Anatom                            | 57    |       |
| 12. August | Michał Sędziwój                 | polnischer Alchemist, Philosoph, Arzt und Diplomat        | 70    |       |
| 15. August | David Herlitz                   | deutscher Mathematiker, Mediziner, Historiker und Dichter | 78    |       |
| 20. August | Ferdinand de Rye                | burgundischer Prälat, Erzbischof von Besançon             | 85    |       |
| 31. August | Albert Hein                     | deutscher Rechtswissenschaftler und Diplomat              | 65    |       |
| August     | Léonard de Hodémont             | belgischer Komponist                                      |       |       |

## September
| Tag           | Name                           | Beruf, bekannt als                                  | Alter | Beleg |
| ------------- | ------------------------------ | --------------------------------------------------- | ----- | ----- |
| 12. September | Giovanni Pietro Volpi          | italienischer Geistlicher und Bischof von Novara    | 51    |       |
| 17. September | Stefano Maderno                | italienischer Bildhauer                             |       |       |
| 19. September | Franz Seraph von Dietrichstein | mährischer Adliger, Bischof von Olmütz und Kardinal | 66    |       |

## Oktober
| Tag         | Name                          | Beruf, bekannt als                                            | Alter | Beleg |
| ----------- | ----------------------------- | ------------------------------------------------------------- | ----- | ----- |
| 11. Oktober | Johann Albrecht Adelgreif     | deutscher religiöser Schwärmer, wegen „Zauberei“ hingerichtet |       |       |
| 25. Oktober | Hieronymus Brand von Arnstedt | deutscher Domherr und Vizedominus des Hochstifts Halberstadt  |       |       |

## November
| Tag          | Name                         | Beruf, bekannt als                                      | Alter | Beleg |
| ------------ | ---------------------------- | ------------------------------------------------------- | ----- | ----- |
| 6. November  | Henning Wegner               | deutscher Rechtswissenschaftler                         | 52    |       |
| 9. November  | Karl der Ältere von Zerotein | tschechischer Politiker, Autor, böhmischer Herrenstandt | 72    |       |
| 23. November | Anna van Ezumazijl           | niederländische Dienstmagd                              |       |       |
| 25. November | Christoph von Zastrow        | herzoglich-pommerscher Hofgerichtspräsident             | 42    |       |
| November     | Justquinus von Gosen         | deutscher Kommunalpolitiker, Ratsherr von Stralsund     |       |       |

## Dezember
| Tag          | Name                     | Beruf, bekannt als                                                                            | Alter | Beleg |
| ------------ | ------------------------ | --------------------------------------------------------------------------------------------- | ----- | ----- |
| 1. Dezember  | Rudolf Amsinck           | Hamburger Kaufmann und Ratsherr                                                               | 59    |       |
| 5. Dezember  | Pál Csanádi              | Mediziner, Philosoph und Leiter der Unitarischen Kirche in Siebenbürgen                       |       |       |
| 9. Dezember  | Giovanni da San Giovanni | italienischer Maler                                                                           | 44    |       |
| 16. Dezember | Gédéon Sarasin           | Refugiant, Basler Kaufmann                                                                    | 60    |       |
| 17. Dezember | Conrad Cellarius         | deutscher evangelischer Theologe sowie Hochschullehrer und Rektor an der Universität Tübingen |       |       |
| 19. Dezember | Christine von Lothringen | Großherzogin und Regentin der Toskana                                                         | 71    |       |
| 27. Dezember | Iskandar Muda            | 12. Sultan von Aceh auf Sumatra                                                               |       |       |
| Dezember     | Pierre Belain d’Esnambuc | französischer Freibeuter, Gouverneur von St. Kitts                                            | 51    |       |
| Dezember     | Anton Niclas             | württembergischer Goldarbeiter und Bürgermeister von Tübingen                                 | 43    |       |

## Datum unbekannt
| Tag              | Name                            | Beruf, bekannt als                                                                                              | Alter | Beleg |
| ---------------- | ------------------------------- | --- | ----- | ----- |
|                  | Giovanni Battista Aleotti       | italienischer Architekt und Ingenieur                                                                           |       |       |
| März             | Jakob Amport                    | Schweizer evangelischer Theologe und Rektor einer Universität                                                   |       |       |
|                  | Henning Arnisaeus               | deutscher Mediziner, Philosoph und Politiker                                                                    |       |       |
|                  | August I.                       | Fürst von Lüneburg                                                                                              |       |       |
|                  | Wilhelm Avianus                 | deutscher Naturwissenschaftler und Mathematiker                                                                 |       |       |
|                  | Johannes Bodaeus van Stapel     | holländischer Arzt und Botaniker                                                                                |       |       |
|                  | Erhard Bodenschatz              | deutscher Pastor, Kantor und Komponist                                                                          |       |       |
|                  | Louyse Bourgeois                | französische Hebamme am Königshof und Vorreiterin in der Geburtshilfe                                           |       |       |
|                  | Hans Friedrich Brentel          | deutscher Zeichner und Miniaturmaler                                                                            | 34    |       |
|                  | Friedrich Brentel               | ostfränkischer Maler                                                                                            |       |       |
|                  | Francesco Carletti              | Florentiner Kaufmann, Reisender und Chronist                                                                    |       |       |
|                  | Outgert Cluyt                   | niederländischer Arzt, Botaniker und Entomologe                                                                 |       |       |
|                  | Date Masamune                   | japanischer Daimyo, Schwertkämpfer und Taktiker                                                                 |       |       |
|                  | Dong Qichang                    | chinesischer Maler                                                                                              |       |       |
|                  | Gregorio Fernández              | spanischer Bildhauer                                                                                            |       |       |
|                  | Julius Ernst                    | Herzog zu Braunschweig und Lüneburg                                                                             |       |       |
|                  | Canibek Giray                   | Khan des Krim-Khanats                                                                                           |       |       |
|                  | Hanns Georg Khlain              | Salzburger Kunstschlosser                                                                                       |       |       |
|                  | Georges Lallemant               | französischer Maler                                                                                             |       |       |
|                  | Ferdinando di Lasso             | deutscher Komponist des Frühbarock                                                                              |       |       |
|                  | Wincenty Lilius                 | polnischer Komponist italienischer Herkunft                                                                     |       |       |
| Juli oder August | Georg Michael Lingelsheim       | Humanist und Verleger                                                                                           |       |       |
|                  | Johannes Messenius              | schwedischer Schriftsteller und Historiker                                                                      |       |       |
|                  | Johann Christoph von Paar       | kaiserlicher Rat und Hofpostmeister unter Ferdinand II.                                                         |       |       |
|                  | Filippo Planzone                | italienischer Bildhauer, Elfenbein- und Korallenschnitzer                                                       |       |       |
|                  | Dietrich Schardt                | deutscher Rittergutsbesitzer und als der Geschwinde Mitglied der 1617 gegründeten Fruchtbringenden Gesellschaft |       |       |
|                  | Martin Schickhard der Ältere    | deutscher Juraprofessor in Herborn und Deventer                                                                 | 57    |       |
|                  | Mariano Smiriglio               | italienischer Architekt                                                                                         |       |       |
|                  | Christoph David von Urschenbeck | österreichischer Adliger und Beamter                                                                            |       |       |
|                  | Glado Weyermann                 | Schultheiss von Bern                                                                                            |       |       |
|                  | Fabian III. von Zehmen          | preußischer Beamter im Preußen Königlichen Anteils und im Herzogtum Preußen                                     |       |       |